# 索洛德凯 (波洛希区)
47°47′9″N 36°19′13″E / 47.78583°N 36.32028°E
索洛德凯（烏克蘭語：Солодке）是位於烏克蘭東南部的村莊，由扎波羅熱州波洛希區的胡利亚伊波莱市镇負責管轄。該村面積1.27平方公里，海拔高度133米，2001年人口139，人口密度每平方公里109.9人。